# Chaplin og Søvngængeren
Chaplin og Søvngængeren er en amerikansk stumfilm fra 1914 af Charlie Chaplin.

## Medvirkende
- Charlie Chaplin
- Mack Swain
- Alice Davenport
- Alice Howell